# Zea diploperennis
Zea diploperennis är en gräsart som beskrevs av Iltis, Doebley och R.Guzmán. Zea diploperennis ingår i släktet teosinter, och familjen gräs. Inga underarter finns listade i Catalogue of Life.

## Bildgalleri

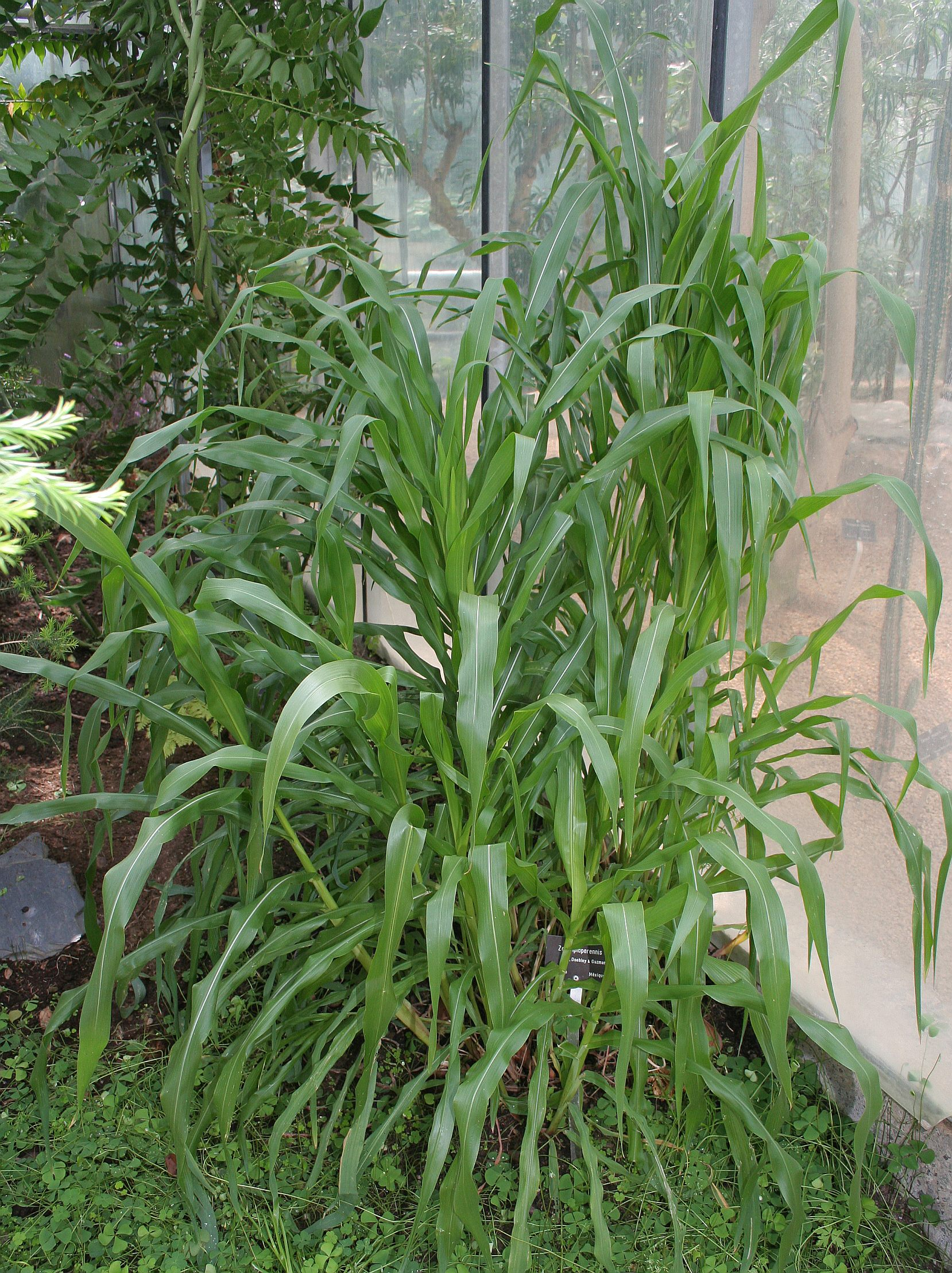
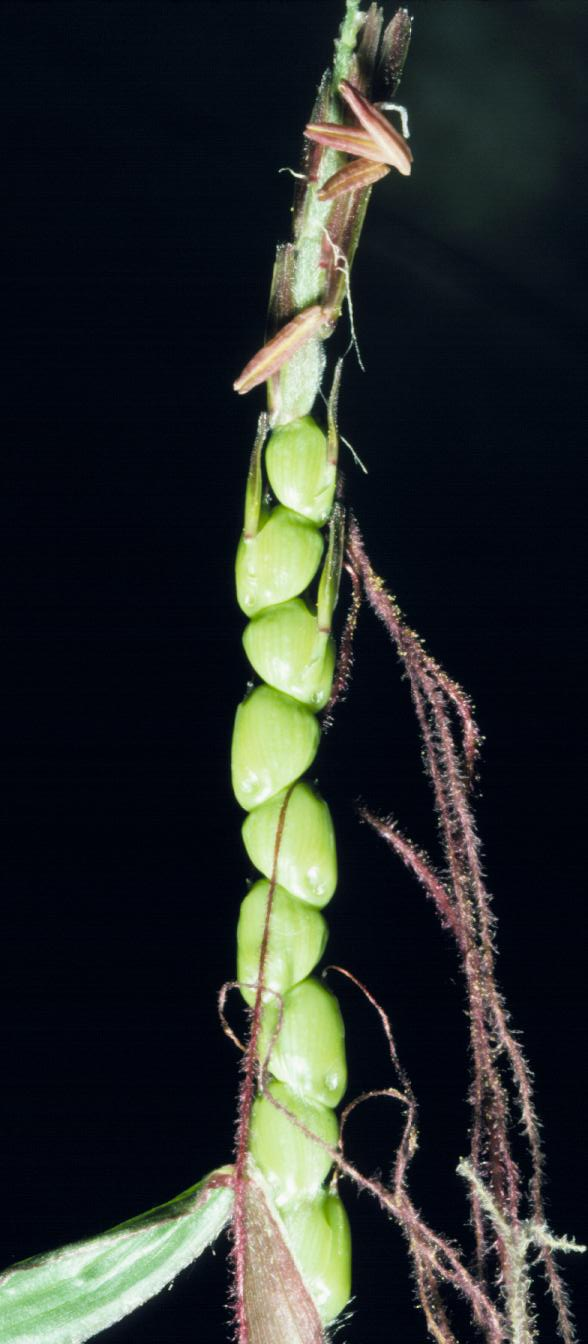
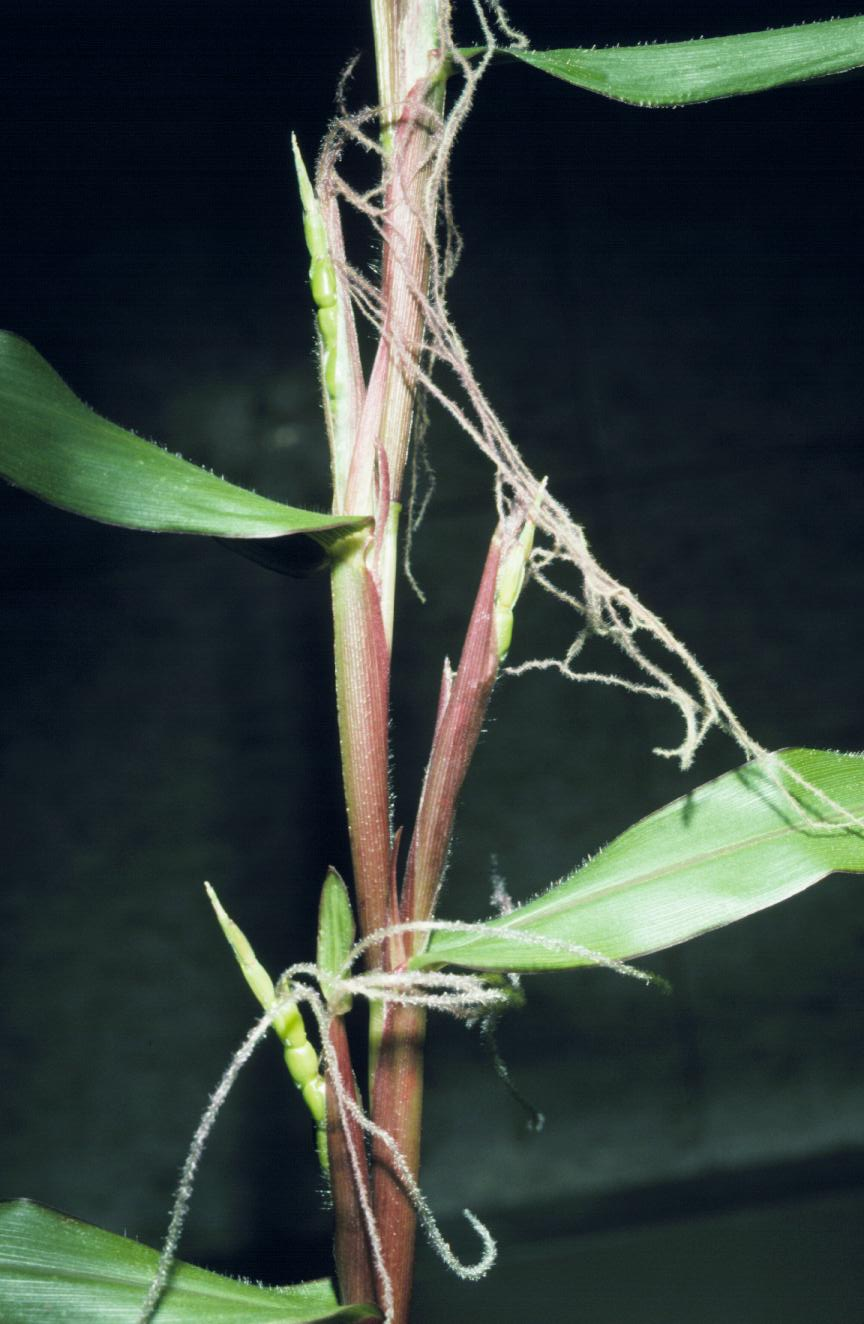
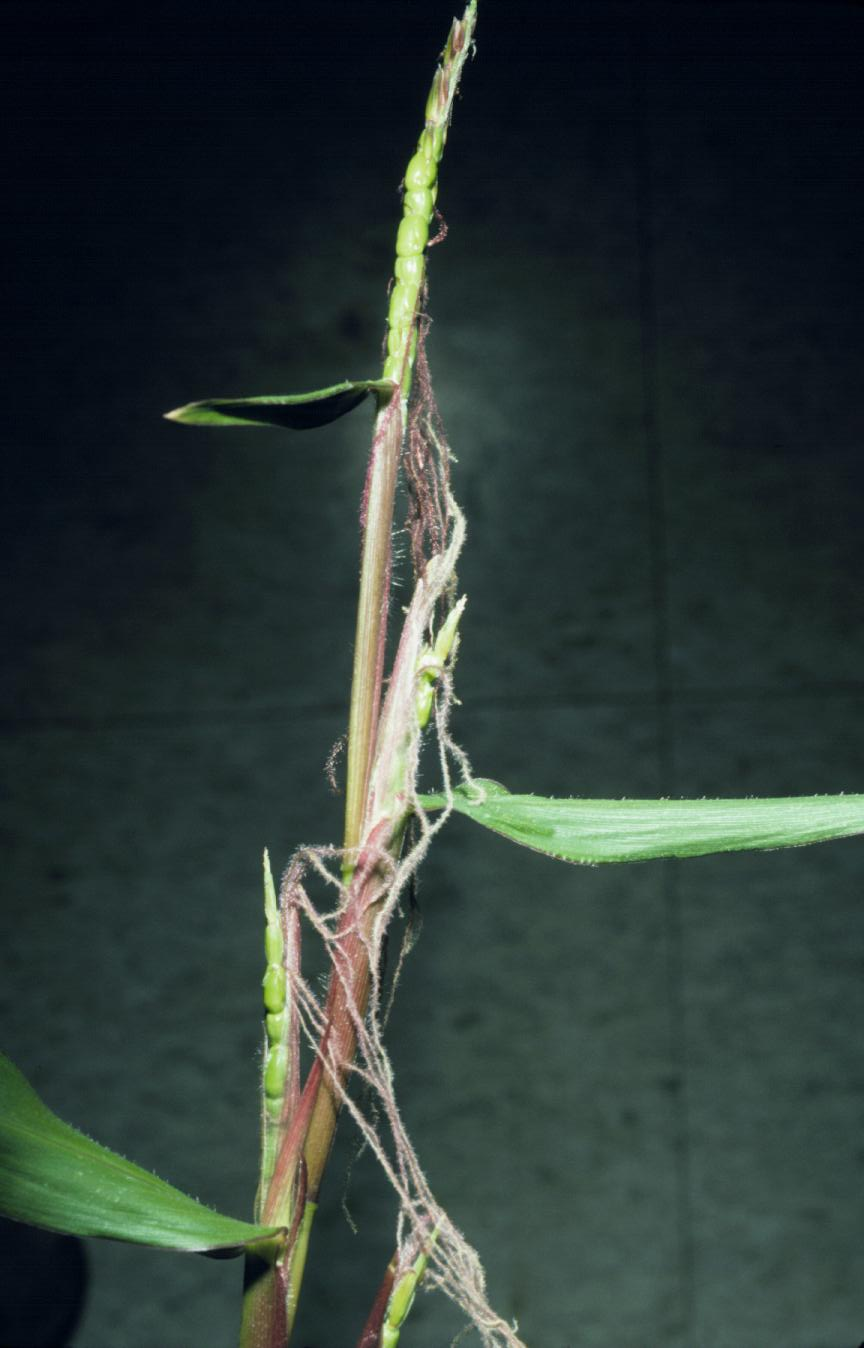
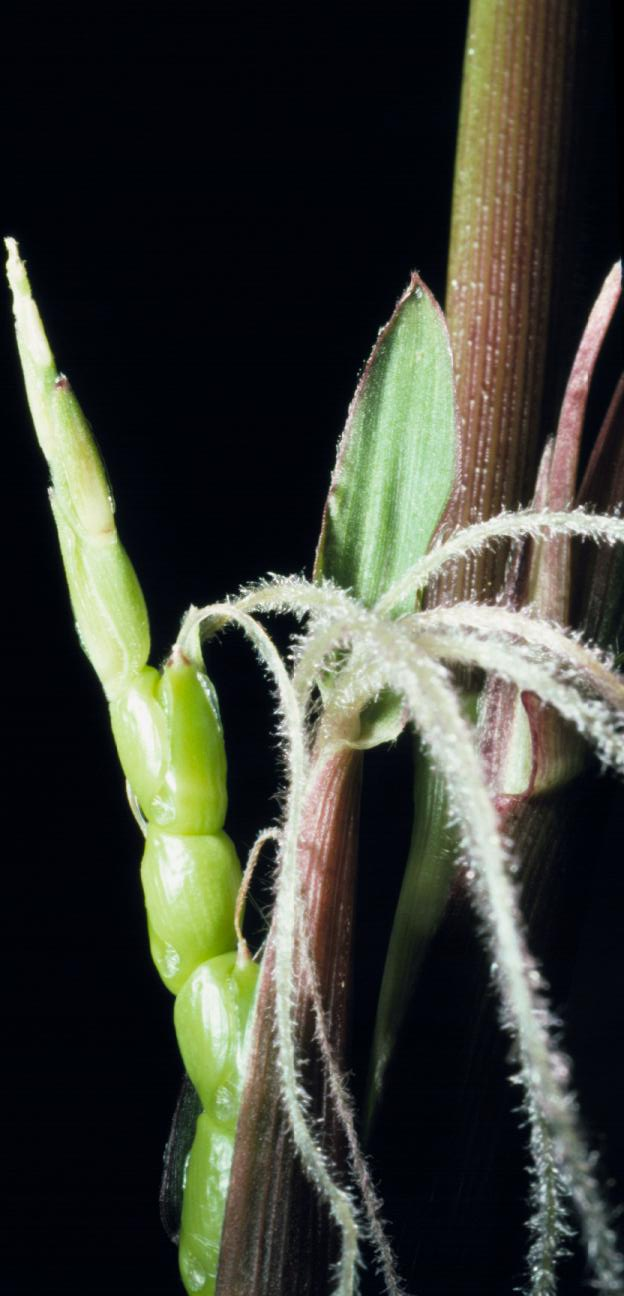